# 김종진 (1949년)
김종진(金鐘鎭, 1949년 ~ , 경상남도 사천시)은 대한민국의 행정공무원이다.

## 학력
- 삼천포제일고등학교 졸업
- 경남대학교 행정대학원 일반행정학 석사 졸업

## 경력
- 1970년 3월 9급으로 옛 삼천포시 동금동 사무소를 공직 시작
- 경상남도 행정계장
- 경상남도 인사계장
- 경상남도 행정과장
- 기획관리실 기획관
- 2003.01 ~ 2005.01 제9대 경상남도 사천시 부시장
- 경상남도 문화관광국장
- 2006.07 ~ 2008.04 제16대 경상남도 김해시 부시장
- 경상남도청 자치행정국 국장